# Blues-ette
Blues-ette ist ein Jazz-Album von Curtis Fuller, aufgenommen durch Rudy Van Gelder am 21. Mai 1959 und veröffentlicht auf Savoy Records.

## Das Album
Mit dem Blues-ette-Album im Mai 1959 begann die produktivste Phase des Posaunisten Curtis Fuller als Leiter eines eigenen Ensembles, das eine Art Vorläufer des Benny Golson/Art Farmer-Jazztet werden sollte. Das darauf folgende Album, The Curtis Fuller Jazztet with Benny Golson war auch der Namensgeber für die Band von Art Farmer, Benny Golson, Fuller und dem jungen McCoy Tyner, die Ende des Jahres 1959 entstand. Auch wenn die LP Blues-ette nominell unter Fullers Namen veröffentlicht wurde, hatte der Tenorsaxophonist Benny Golson wohl den größten Einfluss auf seine Produktion; er steuerte auch zwei Kompositionen bei, Minor Vamp und Five Spot After Dark, der erste Titel des Albums, das bereits in Stereo aufgenommen ist.

## Tracks
Five Spot After Dark „eröffnet mit einem Cool-Feeling“, schrieb der Kritiker Mike Holmes, Fuller und Golson spielen das Thema in solch kontrollierter Manier unisono, dass es schwierig scheint, die Instrumente auseinanderzuhalten. Das Unisonospiel wird von einem pulsierenden Bass und Schlagzeug begleitet, bis Fuller mit seinem Solo einsetzt, in der für ihn „typischen flüssigen Spielweise“, so der All Music Guide. Golson schließt sich mit einem kraftvollen Solo an; anschließend –  eher zurückhaltend – Pianist Tommy Flanagan. Zum Schluss hin spielen Fuller und Golson Einzeltöne, verteilt auf die beiden Stereo-Kanäle, um zu ihrem abschließenden Unisonothema zurückzukehren.
Undecided, ein Swing-Klassiker, beginnt nach einem kurzen einleitenden Klaviersolo mit dem Thema im Bläser-Unisono; Flanagan hat ein Solo, ebenso der Bassist Jimmy Garrison. Danach spielt Fuller eine längere Improvisation, an die Golson mit einem kraftvollen, an Coleman Hawkins erinnernden Solo anschließt und mit einem kurzen Gershwin-Thema endet, bevor er wieder ins Unisonospiel mit Fuller zurückfindet.
Blues-ette, das Titelstück, kommt funkig daher; diesmal spielt Fuller die Posaune mit dem Plunger, begleitet nur von Bassist Garrison. Golson in seinem frenetischen Spiel erinnert hier an Charlie Parker, Flanagan und Garrison hingegen bleiben in kontrolliert-beherrschter Spielweise. Garrison hat dann noch ein Solo, begleitet lediglich von Schlagzeuger Al Harewood.
Golsons Minor Vamp ist klassischer Hardbop; Golson hat das erste Solo; Fuller gleitet förmlich in die Szene hinzu.
Der relativ unbekannte Titel Love Your Spell Is Everywhere bringt wieder die Bläsergruppe in Unisono-Spielweise, aus dem Golson mit seinem vollen, mächtigen Tenorsaxophon ausbricht; Fuller kommt dann mit seinem eher kontrollierten, weichen Spiel hinzu. Flanagan und Garrison spielen jeweils ein Solo, bevor die Bläser das Stück beenden.
Fullers Komposition Twelve-Inch ist beherrscht von Golsons Tenor, das nach einleitenden souligen Bass-Akkorden einsetzt.

## Bewertung des Albums
Der Kritiker Scott Yanow nannte das Album im All Music Guide „einen Juwel des Hardbop“  und erwähnt das große Ansehen, das Blues-ette in Japan fand; dies führte zu einer Neuauflage als Blues-ette, Part II im Jahr 1993. Richard Cook und Brian Morton verliehen dem Album in der zweiten Auflage des Penguin Guide to Jazz die zweithöchste Bewertung; sie halten – wie auch Brian Priestley im The Rough Guide Jazz – Blues-ette für Fullers bestes Album in den 1950er Jahren unter eigenem Namen. Im Down Beat erhielt die Neuveröffentlichung 1993 als „kraftvolle Quintettaufnahme“ die Höchstbewertung, fünf Sterne.

## Editorischer Hinweis
Albumcover Blues-ette 
 Externe Weblinks auf urheberrechtlich geschützte Inhalte.
- Vorderseite des Covers auf lpcoverlover.com

Die Neuausgabe des Albums im Jahr 2003 enthält zwei Bonus-Tracks, Blues-ette (alternate take 3) und Five Spot After Dark (alternate take 2). Sie erschienen als Teil des Albums Blues-ette Part II in Japan. Bei dieser Session waren alle Spieler der Savoy-Session dabei, bis auf den Bassisten Jimmy Garrison, der durch Ray Drummond ersetzt wurde.

## Die Titel
Blues-ette (Savoy ST 13006/SV 0127/78805) 
1. „Five Spot After Dark“ (Golson) 5:18
2. „Undecided“ (Charles Shavers/Sid Robin) 7:09[4]
3. „Blues-ette“ (Fuller) 5:31
4. „Minor Vamp“ (Golson) 5:12
5. „Love Your Spell Is Everywhere“ (E. Goulding/E. Janis) 7:07
6. „Twelve-Inch“ (Fuller) 6:28
7. „Blues-ette“ 5:36 (alternate take 3)
8. „Five Spot After Dark“ 5:20 (alternate take 2)